# Coelichneumon rudis
Coelichneumon rudis là một loài tò vò trong họ Ichneumonidae.